# Jochen von Bernstorff

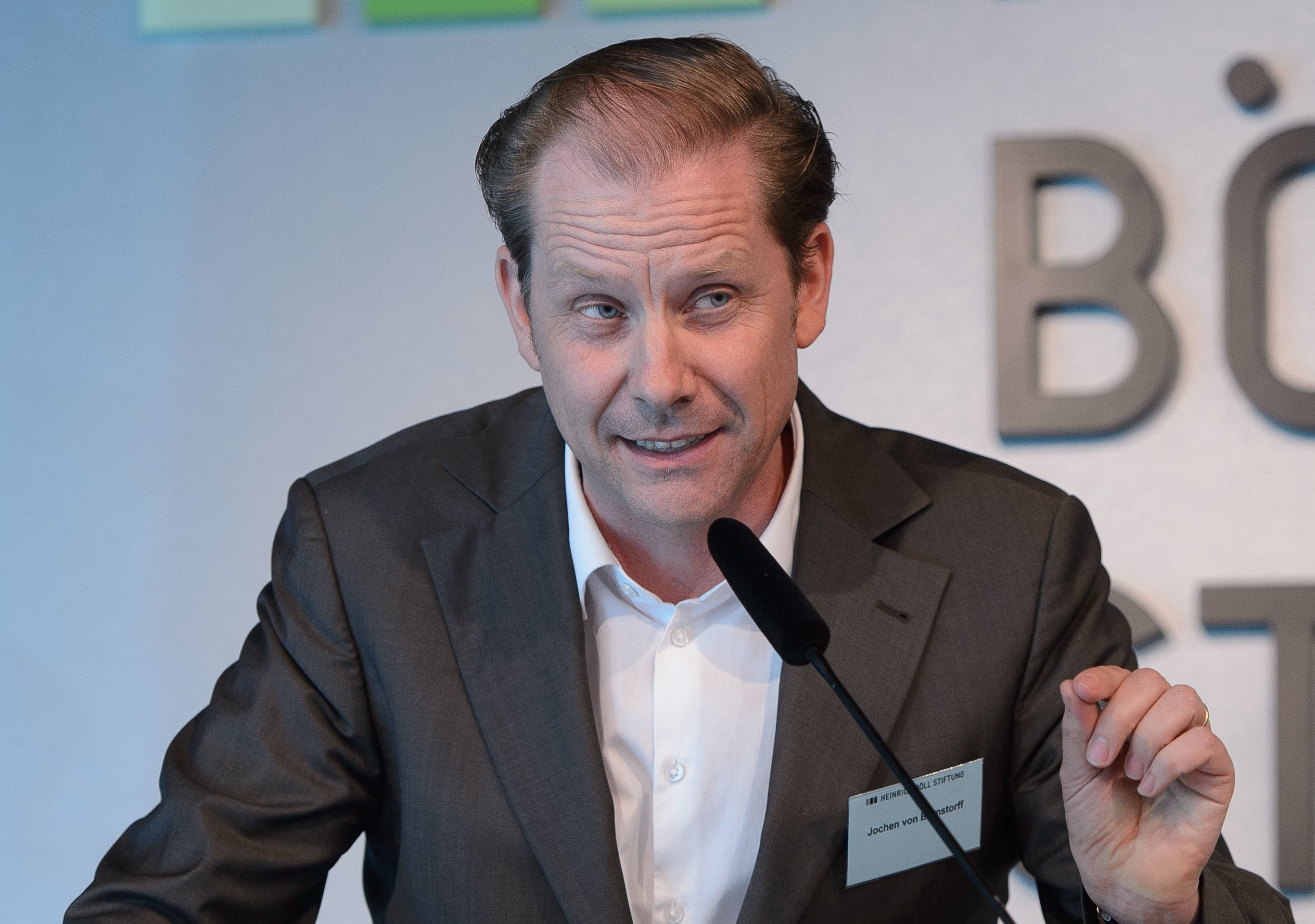
Jochen von Bernstorff, 2015

Jochen Graf von Bernstorff (* 1970 in Celle) ist ein deutscher Rechtswissenschaftler, Diplomat und Hochschullehrer an der Eberhard Karls Universität Tübingen.

## Leben und Wirken
Bernstorff studierte ab 1991 Rechtswissenschaften an der Universität Marburg. Dort legte er nach einem Auslandsaufenthalt 1995 an der Universität Poitiers im Juni 1997 sein Erstes Juristisches Staatsexamen ab. Anschließend war er bis 1999 als wissenschaftlicher Mitarbeiter von Michael Stolleis am Frankfurter Max-Planck-Institut für europäische Rechtsgeschichte tätig. Danach leistete er von August 1999 bis zu seinem Zweiten Staatsexamen im Juli 2001 in der Freien und Hansestadt Hamburg sein Referendariat ab. Währenddessen wurde Bernstorff im Februar 2000 von der Universität Mannheim mit der von Eibe Riedel betreuten Arbeit „Der Glaube an das universale Recht. Zur Völkerrechtstheorie Hans Kelsens und seiner Schüler“ zum Dr. iur. promoviert. Ebenfalls gleichzeitig erwarb Bernstorff nach einem Studium am Europäischen Hochschulinstitut Florenz den Titel Master of Laws.
Nach dem Abschluss seiner juristischen Ausbildung wurde Bernstorff zwischen 2002 und 2003 vom Auswärtigen Amt noch gesondert zum Diplomaten ausgebildet. Nach Abschluss dieser Ausbildung war er als Referent im Auswärtigen Amt im Diplomatischen Dienst tätig und wurde im Arbeitsstab für multilaterale Menschenrechtspolitik eingesetzt. Als solcher war er Mitglied zahlreicher deutscher Delegationen bei den Vereinten Nationen und war unter anderem deutscher Verhandlungsführer bei den Verhandlungen zur UN-Behindertenrechtskonvention. Im April 2007 wechselte Bernstorff als wissenschaftlicher Referent an das Max-Planck-Institut für ausländisches öffentliches Recht und Völkerrecht in Heidelberg. Ende 2010 habilitierte Bernstorff sich an der Universität Frankfurt am Main mit der von Armin von Bogdandy betreuten Schrift „Kerngehalte im Grund- und Menschenrechtsschutz“. Seit dem Sommersemester 2011 hat er als Nachfolger von Wolfgang Graf Vitzthum den ordentlichen Lehrstuhl für Staatsrecht, Völkerrecht, Verfassungslehre und Menschenrechte an der Universität Tübingen inne.
Bernstorffs Forschungsschwerpunkte liegen vor allem im Völkerrecht und seinen theoretischen und historischen Bezügen mit Schwerpunkt auf dem Gewaltverbot und der Kriegsächtung, Menschenrechten und Entwicklungsfragen sowie den Vereinten Nationen. Aus aktuellem Anlass widmet er sich zudem dem Umweltvölkerrecht, insbesondere in Bezug auf die globale Verwaltung von Gemeinschaftsgütern wie Klima, Luft und Wasser. Er ist Mitglied der Vereinigung für Verfassungsgeschichte.

## Schriften (Auswahl)
- Der Glaube an das universale Recht. Zur Völkerrechtstheorie Hans Kelsens und seiner Schüler. Nomos, Baden-Baden 2001, ISBN 978-3-7890-7649-7 (Dissertation).
- Die völkerrechtliche Verantwortung für menschenrechtswidriges Handeln transnationaler Unternehmen. Unternehmensbezogene menschenrechtliche Schutzpflichten in der völkerrechtlichen Spruchspraxis. INEF, Duisburg 2010.
- „Land Grabbing“ und Menschenrechte. Die FAO Voluntary Guidelines on the Responsible Governance of Tenure. INEF, Duisburg 2012, ISBN 978-3-939218-35-7.
- Streitigkeiten über gemeinwohlorientierte Regulierung von Investoren gehören im demokratischen Rechtsstaat vor die nationalen Gerichte. Preußischer Kulturbesitz, Berlin 2014.
- Die deutsche Völkerrechtswissenschaft und der „postcolonial turn“. Preußischer Kulturbesitz, Berlin 2014.
- Restitution und Kolonialismus. Wem gehört die Witbooi-Bibel? Preußischer Kulturbesitz, Berlin 2019.